# Goás (España)
Goás (llamada oficialmente San Pedro das Goás) es una parroquia española del municipio de Abadín, en la provincia de Lugo, Galicia.

## Otras denominaciones
La parroquia también es conocida por el nombre de San Pedro de Goás.

## Localización
Se ubica en el centro del concejo, al sur de la capital del concejo y atravesado por la carretera CP 11-01. El río Abadín atravesia la parroquia. Su capital es Pumariño.

## Geografía
En sus términos, se encuentra un interesante cerro llamado Alto de Abeleira, con una altura de 608 metros. Se trata de una elevación tectónica originada por la falla de Murás; una gran falla que recorre la comarca de Tierra Llana. Dicha elevación se asoma rocas muy antiguas, encima de rocas recientes que data del terciario.

## Organización territorial
La parroquia está formada por ocho entidades de población, constando siete de ellas en el nomenclátor del Instituto Nacional de Estadística español:

### Entidades de población
Entidades de población que forman parte de la parroquia:
- A Costa
- Casanova (A Casanova)
- Butarreira
- Gaúte
- Leiras
- Pumariño
- Vidás (Os Vidás)

### Despoblado
Despoblado que forma parte de la parroquia:
- Vilar (O Vilar)

## Demografía
| Gráfica de evolución demográfica de Goás entre 2000 y 2019 |
|                                                            |
| Datos según el nomenclátor publicado por el INE.           |

## Patrimonio
- Iglesia de San Pedro: fue construida en el siglo XVI, forma capilla y sacristía. Tejado de dos aguas en cada lado, y a cuatro aguas la sacristía. Tiene puerta dintelada, con una espadaña a la que tenía 2 campanas, que fueron robados recientemente.[6]  En la capilla, tiene retablos laterales, y la más mayor, todas data del siglo XIX.[7]